# Indonesië op de Olympische Zomerspelen 2020
Indonesië nam deel aan de Olympische Zomerspelen 2020 in Tokio, Japan.

## Medailleoverzicht
| Medaille | Naam                          | Sport         | Onderdeel      | Datum      |
| -------- | ----------------------------- | ------------- | -------------- | ---------- |
| Goud     | Greysia Polii Apriyani Rahayu | Badminton     | dubbelspel (v) | 2 augustus |
|          |                               |               |                |            |
| Zilver   | Eko Yuli Irawan               | Gewichtheffen | -61kg (m)      | 25 juli    |
|          |                               |               |                |            |
| Brons    | Windy Cantika Aisah           | Gewichtheffen | -49kg (v)      | 24 juli    |
| Brons    | Rahmat Erwin Abdullah         | Gewichtheffen | -73kg (m)      | 28 juli    |
| Brons    | Anthony Sinisuka Ginting      | Badminton     | enkelspel (m)  | 2 augustus |

## Atleten
Hieronder volgt een overzicht van de atleten die zich reeds verzekerden van deelname aan de Olympische Zomerspelen 2020.
| sport         | mannen | vrouwen | totaal |
| ------------- | ------ | ------- | ------ |
| Atletiek      | 1      | 1       | 2      |
| Badminton     | 7      | 4       | 11     |
| Boogschieten  | 3      | 1       | 4      |
| Gewichtheffen | 3      | 2       | 5      |
| Roeien        | 0      | 2       | 2      |
| Schietsport   | 0      | 1       | 1      |
| Surfen        | 1      | 0       | 1      |
| Zwemmen       | 1      | 1       | 2      |
| totaal        | 16     | 12      | 28     |

## Sporten

### Atletiek
Mannen
Loopnummers
| atleet              | onderdeel | series | series | kwartfinale | kwartfinale | halve finale   | halve finale   | finale         | finale         |
| atleet              | onderdeel | tijd   | rang   | tijd        | rang        | tijd           | rang           | tijd           | rang           |
| ------------------- | --------- | ------ | ------ | ----------- | ----------- | -------------- | -------------- | -------------- | -------------- |
| Lalu Muhammad Zohri | 100 m     | bye    | bye    | 10,26       | 5           | niet geplaatst | niet geplaatst | niet geplaatst | niet geplaatst |

Vrouwen
Loopnummers
| atleet           | onderdeel | series | series | kwartfinale | kwartfinale | halve finale   | halve finale   | finale         | finale         |
| atleet           | onderdeel | tijd   | rang   | tijd        | rang        | tijd           | rang           | tijd           | rang           |
| ---------------- | --------- | ------ | ------ | ----------- | ----------- | -------------- | -------------- | -------------- | -------------- |
| Alvin Tehupeiory | 100 m     | 11,89  | 3 Q    | 11,92       | 8           | niet geplaatst | niet geplaatst | niet geplaatst | niet geplaatst |

### Badminton
Mannen
| atleet                                         | onderdeel  | groepsfase                            | groepsfase                               | groepsfase                                 | groepsfase | eliminatie                   | kwartfinale                                | halve finale                      | finale / BM                              | finale / BM |
| atleet                                         | onderdeel  | tegenstander uitslag                  | tegenstander uitslag                     | tegenstander uitslag                       | rang       | tegenstander uitslag         | tegenstander uitslag                       | tegenstander uitslag              | tegenstander uitslag                     | rang        |
| ---------------------------------------------- | ---------- | ------------------------------------- | ---------------------------------------- | ------------------------------------------ | ---------- | ---------------------------- | ------------------------------------------ | --------------------------------- | ---------------------------------------- | ----------- |
| Anthony Sinisuka Ginting                       | enkelspel  | G Krausz W (21–13, 21–8)              | S Sirant W (21-12, 21-10)                | n.v.t.                                     | 1 Q        | K Tsuneyama W (21-18, 21-14) | A Antonsen W (21-18, 15-21, 21-18)         | Chen L V (16-21, 11-21)           | K Cordón W (21-11, 21-13)                | Brons       |
| Jonatan Christie                               | enkelspel  | A Mahmoud W (21–8, 21–14)             | Loh K Y W (22-20, 13-21, 21-18)          | n.v.t.                                     | 1 Q        | Shi Y V (11-21, 9-21)        | niet geplaatst                             | niet geplaatst                    | niet geplaatst                           | 9           |
| Marcus Fernaldi Gideon Kevin Sanjaya Sukamuljo | dubbelspel | B Lane / S Vendy W (21–15, 21–11)     | S Rankireddy / C Shetty W (21-13, 21-12) | Lee Y / Wang C-l V (18-21, 21-15, 17-21)   | 1 Q        | n.v.t.                       | A Chia / Soh W Y V (14-21, 17-21)          | niet geplaatst                    | niet geplaatst                           | 5           |
| Mohammad Ahsan Hendra Setiawan                 | dubbelspel | J Ho-shue / N Yakura W (21–12, 21–11) | A Chia / Soh W Y W (21-16, 21-19)        | Choi S-g / Seo S-j W (21-12, 19-21, 21-18) | 1 Q        | n.v.t.                       | T Kamura / K Sonoda W (21-14, 16-21, 21-9) | Lee Y / Wang C-l V (11-21, 10-21) | A Chia / Soh W Y V (21-17, 17-21, 14-21) | 4           |

Vrouwen
| atlete                        | onderdeel  | groepsfase                          | groepsfase                         | groepsfase                                    | groepsfase | eliminatie                 | kwartfinale                         | halve finale                        | finale / BM                     | finale / BM |
| atlete                        | onderdeel  | tegenstander uitslag                | tegenstander uitslag               | tegenstander uitslag                          | rang       | tegenstander uitslag       | tegenstander uitslag                | tegenstander uitslag                | tegenstander uitslag            | rang        |
| ----------------------------- | ---------- | ----------------------------------- | ---------------------------------- | --------------------------------------------- | ---------- | -------------------------- | ----------------------------------- | ----------------------------------- | ------------------------------- | ----------- |
| Gregoria Mariska Tunjung      | enkelspel  | T H Thuzar W (21–11, 21–8)          | L Tan W (21-11, 21-17)             | n.v.t.                                        | 1 Q        | R Intanon V (12-21, 19-21) | niet geplaatst                      | niet geplaatst                      | niet geplaatst                  | 9           |
| Greysia Polii Apriyani Rahayu | dubbelspel | Chow M K / Lee M Y W (21–14, 21–17) | C Birch / L Smith W (21-11, 21-13) | Y Fukushima / S Hirota W (24-22, 13-21, 21-8) | 1 Q        | n.v.t.                     | Du Y / Li Y W (21-15, 20-22, 21-17) | Lee S-h / Shin S-c W (21-19, 21-17) | Chen Q / Jia Y W (21-19, 21-15) | Goud        |

Gemengd
| atlete                                 | onderdeel  | groepsfase                                     | groepsfase                               | groepsfase                                | groepsfase | eliminatie           | kwartfinale                        | halve finale         | finale / BM          | finale / BM |
| atlete                                 | onderdeel  | tegenstander uitslag                           | tegenstander uitslag                     | tegenstander uitslag                      | rang       | tegenstander uitslag | tegenstander uitslag               | tegenstander uitslag | tegenstander uitslag | rang        |
| -------------------------------------- | ---------- | ---------------------------------------------- | ---------------------------------------- | ----------------------------------------- | ---------- | -------------------- | ---------------------------------- | -------------------- | -------------------- | ----------- |
| Praveen Jordan Melati Daeva Oktavianti | dubbelspel | S Leung / G Somerville W (20-22, 21–17, 21-13) | M Christiansen / A Bøje W (24-22, 21-19) | Y Watanabe / A Hogashino V (13-21, 10-21) | 2 Q        | n.v.t.               | Zheng S / Huang Y V (17-21, 15-21) | niet geplaatst       | niet geplaatst       | 5           |

### Boogschieten
Mannen
| atleet                                                | onderdeel   | plaatsingsronde | plaatsingsronde | eerste ronde             | tweede ronde         | derde ronde          | kwartfinale          | halve finale         | finale / BM          | finale / BM |
| atleet                                                | onderdeel   | score           | rang            | tegenstander uitslag     | tegenstander uitslag | tegenstander uitslag | tegenstander uitslag | tegenstander uitslag | tegenstander uitslag | rang        |
| ----------------------------------------------------- | ----------- | --------------- | --------------- | ------------------------ | -------------------- | -------------------- | -------------------- | -------------------- | -------------------- | ----------- |
| Riau Ega Agatha                                       | individueel | 666             | 15              | D Barnes W 7 – 1         | J Wukie V 5 – 6      | niet geplaatst       | niet geplaatst       | niet geplaatst       | niet geplaatst       | 17          |
| Alviyanto Prastyadi                                   | individueel | 658             | 26              | T Worth V 0 – 6          | niet geplaatst       | niet geplaatst       | niet geplaatst       | niet geplaatst       | niet geplaatst       | 33          |
| Arif Dwi Pangestu                                     | individueel | 655             | 32              | F Unruh V 2 – 6          | niet geplaatst       | niet geplaatst       | niet geplaatst       | niet geplaatst       | niet geplaatst       | 33          |
| Riau Ega Agatha Arif Dwi Pangestu Alviyanto Prastyadi | team        | 1979            | 7               | Groot-Brittannië V 0 – 6 | n.v.t.               | n.v.t.               | niet geplaatst       | niet geplaatst       | niet geplaatst       | 9           |

Vrouwen
| atleet              | onderdeel   | plaatsingsronde | plaatsingsronde | eerste ronde         | tweede ronde         | derde ronde          | kwartfinale          | halve finale         | finale / BM          | finale / BM |
| atleet              | onderdeel   | score           | rang            | tegenstander uitslag | tegenstander uitslag | tegenstander uitslag | tegenstander uitslag | tegenstander uitslag | tegenstander uitslag | rang        |
| ------------------- | ----------- | --------------- | --------------- | -------------------- | -------------------- | -------------------- | -------------------- | -------------------- | -------------------- | ----------- |
| Diananda Choirunisa | individueel | 631             | 40              | M Jager V 2 – 6      | niet geplaatst       | niet geplaatst       | niet geplaatst       | niet geplaatst       | niet geplaatst       | 33          |

Gemengd
| atlete                              | onderdeel | plaatsingsronde | plaatsingsronde | eerste ronde             | kwartfinale          | halve finale         | finale / BM          | finale / BM |
| atlete                              | onderdeel | score           | rang            | tegenstander uitslag     | tegenstander uitslag | tegenstander uitslag | tegenstander uitslag | rang        |
| ----------------------------------- | --------- | --------------- | --------------- | ------------------------ | -------------------- | -------------------- | -------------------- | ----------- |
| Riau Ega Agatha Diananda Choirunisa | team      | 1297            | 15              | Verenigde Staten W 5 – 4 | Turkije V 2 – 6      | niet geplaatst       | niet geplaatst       | 5           |

### Gewichtheffen
Mannen
| atlete                | onderdeel | trekken | trekken | stoten | stoten | totaal | rang   |
| atlete                | onderdeel | score   | rang    | score  | rang   | totaal | rang   |
| --------------------- | --------- | ------- | ------- | ------ | ------ | ------ | ------ |
| Eko Yuli Irawan       | -61 kg    | 137     | 2       | 165    | 2      | 302    | Zilver |
| Deni                  | -67 kg    | 135     | 10      | 166    | 9      | 301    | 9      |
| Rahmat Erwin Abdullah | -73 kg    | 152     | 6       | 190    | 3      | 342    | Brons  |

Vrouwen
| atlete              | onderdeel | trekken | trekken | stoten | stoten | totaal | rang  |
| atlete              | onderdeel | score   | rang    | score  | rang   | totaal | rang  |
| ------------------- | --------- | ------- | ------- | ------ | ------ | ------ | ----- |
| Windy Cantika Aisah | -49 kg    | 84      | 4       | 110    | 3      | 194    | Brons |
| Nurul Akmal         | +87 kg    | 115     | 5       | 141    | 5      | 256    | 5     |

### Roeien
Vrouwen
| atleet                           | onderdeel          | series  | series | herkansingen | herkansingen | kwartfinale | kwartfinale | halve finale   | halve finale   | finale  | finale |
| atleet                           | onderdeel          | tijd    | rang   | tijd         | rang         | tijd        | rang        | tijd           | rang           | tijd    | rang   |
| -------------------------------- | ------------------ | ------- | ------ | ------------ | ------------ | ----------- | ----------- | -------------- | -------------- | ------- | ------ |
| Mutiara Rahma Putri Melani Putri | lichte dubbel-twee | 7.52,57 | 6 R    | 8.03,19      | 6 FC         | n.v.t.      | n.v.t.      | niet geplaatst | niet geplaatst | 7.25,06 | 17     |

Legenda: FA=finale A (medailles); FB=finale B (geen medailles); FC=finale C (geen medailles); FD=finale D (geen medailles); FE=finale E (geen medailles); FF=finale F (geen medailles); HA/B=halve finale A/B; HC/D=halve finale C/D; HE/F=halve finale E/F; KF=kwartfinale; H=herkansing

### Schietsport
Vrouwen
| atlete        | onderdeel               | kwalificaties | kwalificaties | finale         | finale         |
| atlete        | onderdeel               | punten        | rang          | punten         | rang           |
| ------------- | ----------------------- | ------------- | ------------- | -------------- | -------------- |
| Vidya Toyyiba | 10 m luchtgeweer        | 622,0         | 35            | niet geplaatst | niet geplaatst |
| Vidya Toyyiba | 50 m geweer 3 houdingen | 1137          | 37            | niet geplaatst | niet geplaatst |

### Surfen
Mannen
| atleet    | onderdeel | eerste ronde | eerste ronde | tweede ronde | tweede ronde | derde ronde              | kwartfinale          | halve finale         | finale / BM          | finale / BM    |
| atleet    | onderdeel | punten       | rang         | punten       | rang         | tegenstander uitslag     | tegenstander uitslag | tegenstander uitslag | tegenstander uitslag | rang           |
| --------- | --------- | ------------ | ------------ | ------------ | ------------ | ------------------------ | -------------------- | -------------------- | -------------------- | -------------- |
| Rio Waida | surfen    | 9,96         | 3            | 11,53        | 2 Q          | Igarashi V 12,00 - 14,00 | niet geplaatst       | niet geplaatst       | niet geplaatst       | niet geplaatst |

### Zwemmen
Mannen
| atleet               | onderdeel        | series   | series | halve finale | halve finale | finale         | finale         |
| atleet               | onderdeel        | tijd     | rang   | tijd         | rang         | tijd           | rang           |
| -------------------- | ---------------- | -------- | ------ | ------------ | ------------ | -------------- | -------------- |
| Aflah Fadlan Prawira | 400m vrije slag  | 3.55,08  | 29     | n.v.t.       | n.v.t.       | niet geplaatst | niet geplaatst |
| Aflah Fadlan Prawira | 1500m vrije slag | 15.29,94 | 27     | n.v.t.       | n.v.t.       | niet geplaatst | niet geplaatst |

Vrouwen
| atlete              | onderdeel       | series  | series | halve finale | halve finale | finale         | finale         |
| atlete              | onderdeel       | tijd    | rang   | tijd         | rang         | tijd           | rang           |
| ------------------- | --------------- | ------- | ------ | ------------ | ------------ | -------------- | -------------- |
| Azzahra Permatahani | 400m wisselslag | 4.54,54 | 16     | n.v.t.       | n.v.t.       | niet geplaatst | niet geplaatst |